# Tituria chersonesia
Tituria chersonesia är en insektsart som beskrevs av William Lucas Distant 1907. Tituria chersonesia ingår i släktet Tituria och familjen dvärgstritar. Inga underarter finns listade i Catalogue of Life.